# Герої Келлі
«Герої Келлі» (англ. «Kelly's Heroes») — американський пригодницько-комедійний кінофільм 1970 року, знятий режисером Браяном Дж. Гаттоном з Клінтом Іствудом, Теллі Саваласом, Дональдом Сазерлендом і Доном Ріклсом у головних ролях.

## Сюжет
Дія відбувається у 1944 році під час визволення Франції силами союзників від нацистів. Американський сержант Келлі з'ясовує у полоненого німецького офіцера, що у тилу Вермахту в одному з містечок є банк із величезним запасом золота. Келлі вирішує добути це золото, а щоб прорватися глибоко у ворожий тил, йому доводиться залучити кошти завідувача складу на прізвисько «Колода» та танки дивного сержанта Оддболла.

## У ролях
- Клінт Іствуд — Келлі
- Теллі Савалас — сержант «Великий Джо»
- Дональд Сазерленд — Оддболл
- Дон Ріклс — сержант «Колода»
- Керролл О'Коннор — роль другого плану
- Гевін Маклауд — роль другого плану
- Стюарт Марголін — роль другого плану
- Джефф Морріс — роль другого плану
- Річард Давалос — роль другого плану
- Перрі Лопес — роль другого плану
- Том Троуп — роль другого плану
- Гаррі Дін Стентон — роль другого плану
- Дік Балдуцці — роль другого плану
- Джин Коллінз — роль другого плану
- Лен Лессер — роль другого плану
- Гел Баклі — роль другого плану
- Девід Герст — роль другого плану
- Джордж Фарго — роль другого плану
- Джордж Савалас — роль другого плану
- Джон Дж. Геллер — роль другого плану
- Шеперд Сандерс — роль другого плану
- Карл-Отто Альберті — роль другого плану
- Росс Елліотт — роль другого плану
- Філ Адамс — роль другого плану
- Г'юго Де Верньє — роль другого плану
- Сенді Кевін — роль другого плану
- Рід Морган — роль другого плану
- Том Сіньйореллі — роль другого плану
- Пол Пічерні — роль другого плану
- Ді Поллок — роль другого плану
- Джеймс Макгейл — роль другого плану
- Роберт Макнамара — роль другого плану
- Дональд Во — роль другого плану
- Джо Ментелл — роль другого плану
- Лі Міллер — роль другого плану

## Знімальна група
- Режисер — Браян Дж. Гаттон
- Сценарист — Трой Кеннеді-Мартін
- Оператор — Габріель Фігероа
- Композитор — Лало Шифрін
- Художники — Александар Мілович, Джон Беррі
- Продюсери — Сідні Беккермен, Гебріел Кацка, Ірвінг Л. Леонард